# Poppelsdorf

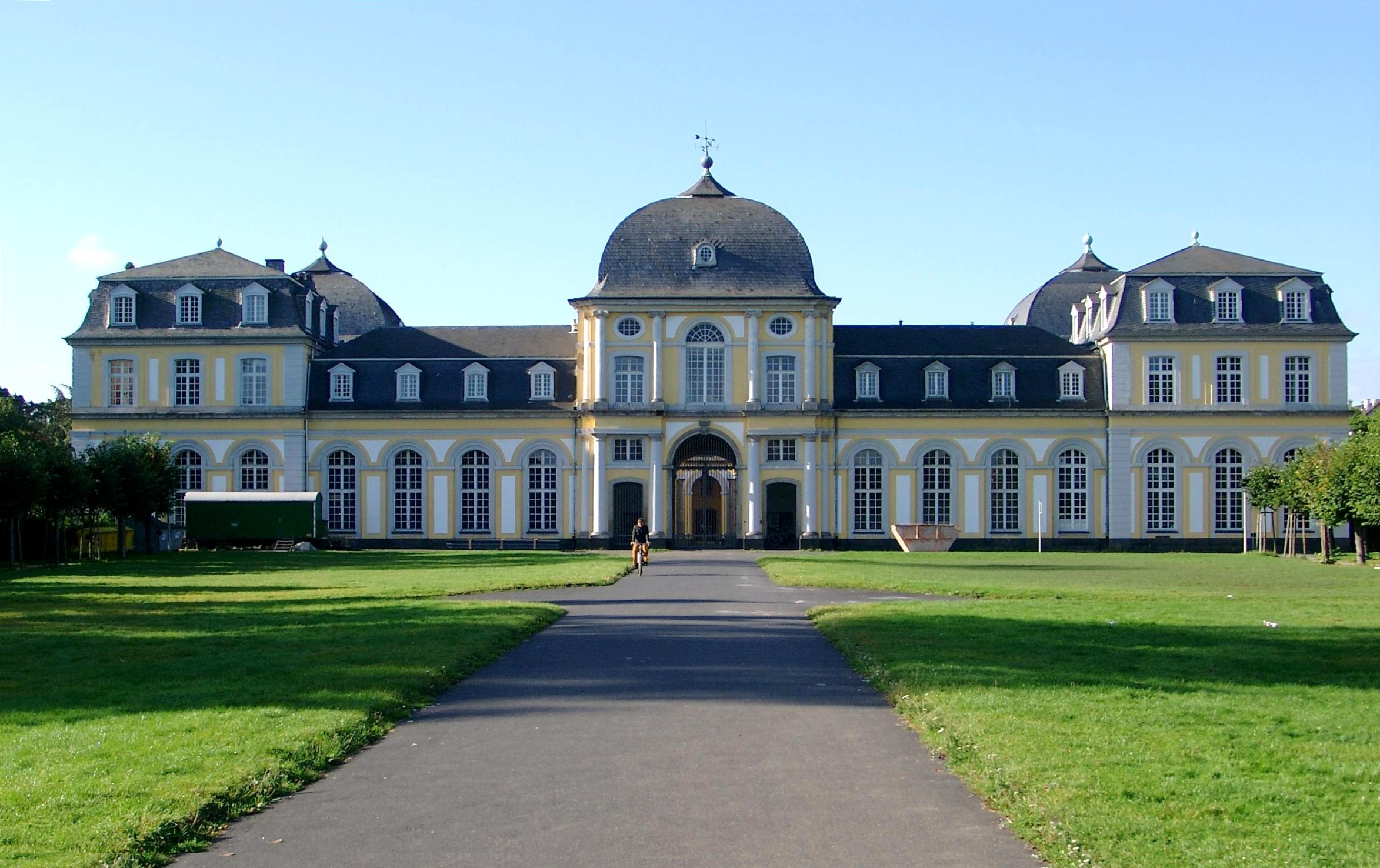
Poppelsdorfer Schloss

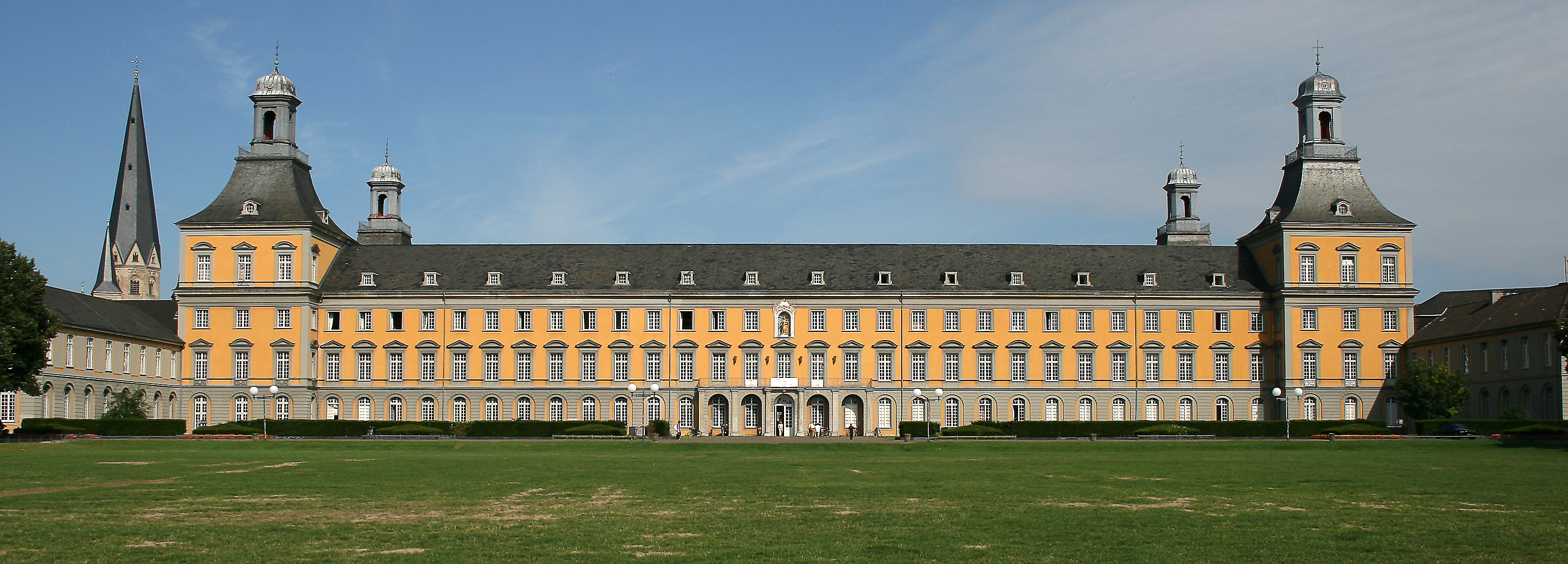
Ehemaliges Kurfürstliches Schloss, heute Sitz der Universität Bonn

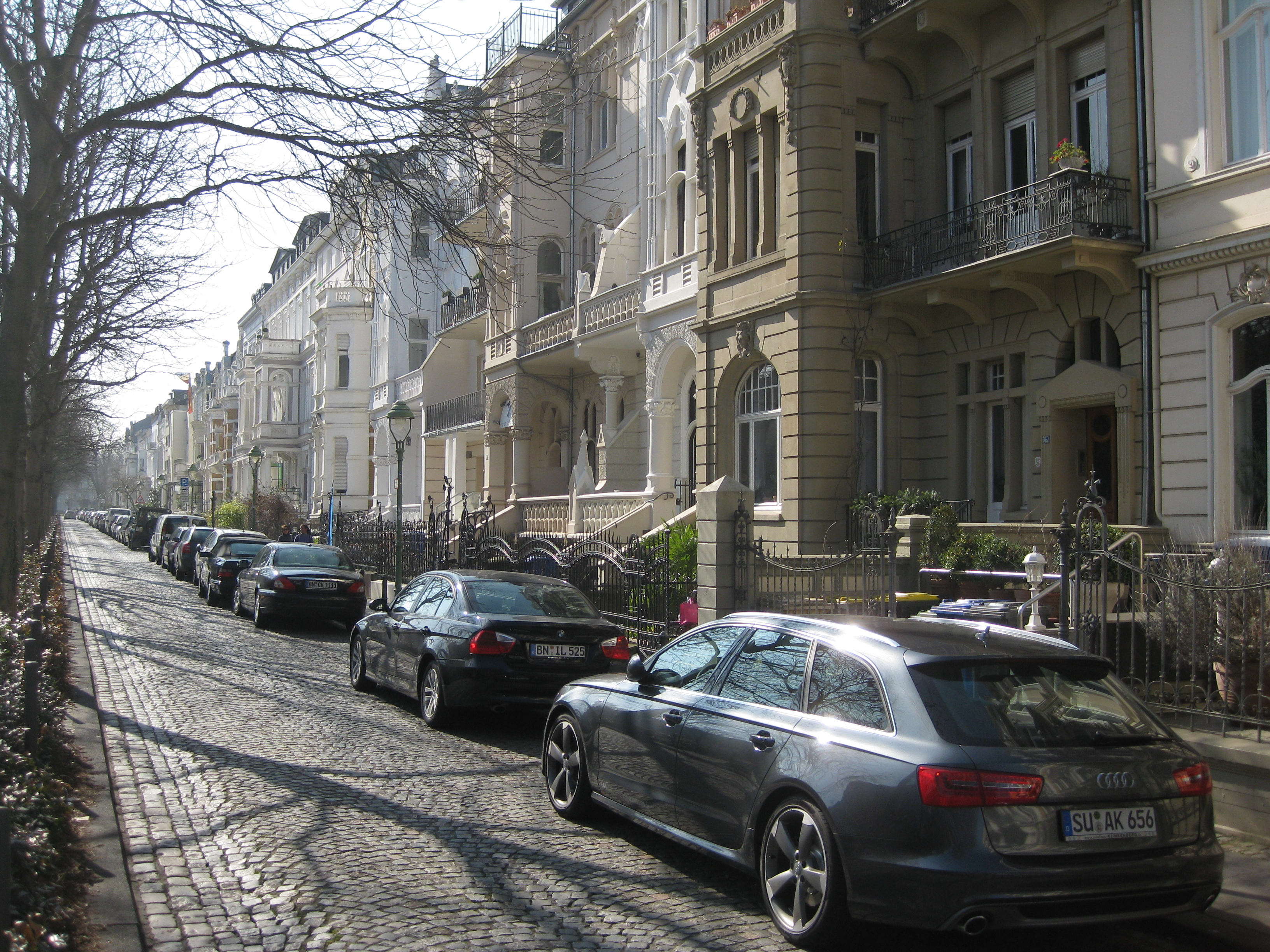
Gründerzeitfassaden auf der Poppelsdorfer Allee

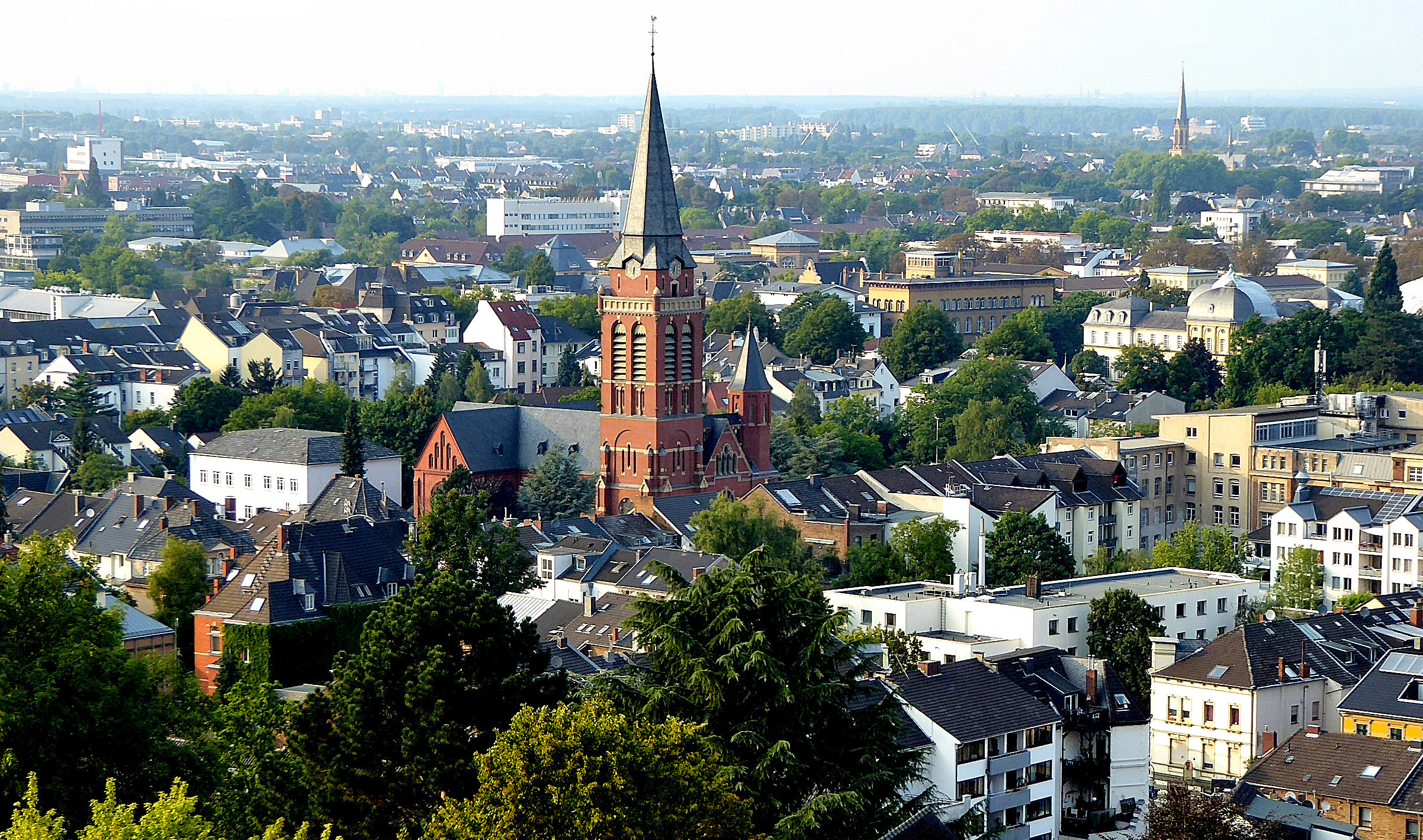
Poppelsdorf mit Sankt Sebastian – Blick aus südlicher Richtung

Poppelsdorf ist ein Ortsteil der Bundesstadt Bonn im gleichnamigen Stadtbezirk. Er ist stark durch die Rheinische Friedrich-Wilhelms-Universität Bonn geprägt.

## Geographie
Poppelsdorf liegt etwa in der Mitte des Bonner Stadtgebietes. Im Norden liegt die Weststadt, im Nordosten die Südstadt, im Südosten Kessenich, im Süden Venusberg und Ippendorf, im Südwesten Lengsdorf und im Westen Endenich.
Der Norden des Ortsteils umfasst die Universitätsgebäude, im Westen bilden deren Versuchsfelder eine Freifläche. Das Poppelsdorfer Zentrum mit Geschäften und Lokalen befindet sich an der Clemens-August-Straße im Südwesten.

## Geschichte
Poppelsdorf gehörte bis zum Ende des 18. Jahrhunderts zum Oberamt Bonn im Kurfürstentum Köln und war Namensgeber der Herrlichkeit Poppelsdorf (auch Endenich genannt), die im Besitz des Bonner Cassius-Stiftes war. Die Herrschaft umfasste die Ortschaften Endenich, Ippendorf und Poppelsdorf. Nachdem das linksrheinische Gebiet zu Frankreich gekommen war, wurde Poppelsdorf Sitz einer Mairie, die zum Kanton Bonn externe im Arrondissement de Bonn des Rhein-Mosel-Départements gehörte. Aufgrund der Beschlüsse auf dem Wiener Kongress wurde 1815 das Rheinland dem Königreich Preußen zugeordnet. Unter der preußischen Verwaltung wurde Poppelsdorf 1816 Sitz der Bürgermeisterei Poppelsdorf im Kreis Bonn im Regierungsbezirk Köln. Diese Bürgermeisterei bestand bis 1904, als die Gemeinde Poppelsdorf zusammen mit den Gemeinden Dottendorf, Endenich und Kessenich in die Stadt Bonn eingemeindet wurde. Die Gemarkung Poppelsdorf in den Grenzen der ehemaligen Gemeinde besteht bis heute.
1755 wurde eine kurfürstliche Porzellanmanufaktur gegründet, aus der die Unternehmen Porzellan- und Steingutfabrik Ludwig Wessel (verblieb bis 1969 im Ort) und Steingutfabrik Franz Anton Mehlem (zog bald an den Rhein) hervorgingen. Es hatte außerdem schöne Landhäuser und seit 1885 eine Garnison (ein Infanteriebat. Nr. 28).
Neunzig Jahre lang (1883–1973) prägte der Büroartikel-Hersteller Soennecken das Viertel; während der 1920er Jahre beschäftigte das Unternehmen ca. 1000 Mitarbeiter.

## Sehenswürdigkeiten
Das ehemalige Lustschloss Clemensruhe des Kurfürsten Clemens August I. von Bayern am Ende der Poppelsdorfer Allee wurde vom preußischen König Friedrich Wilhelm III. der Universität überlassen. Es beherbergt jetzt Institute der Fachrichtung Biologie und das Mineralogisch-Petrologische Institut und Museum. Im benachbarten Botanischen Garten, einer der ältesten Gartenanlagen Deutschlands, deren Anfänge bis ins 16. Jahrhundert zurückreichen, wuchsen in den letzten Jahren immer wieder Aufsehen erregende Exemplare der Titanenwurz (lat. Amorphophallus titanum).
An der Meckenheimer Allee und Nussallee befinden sich zahlreiche Institutsbauten der Universität, einige noch aus dem 19. Jahrhundert. Das größte davon ist das Alte Chemische Institut.
In Poppelsdorf sowie besonders in den angrenzenden Stadtteilen Südstadt und Weststadt stehen noch viele Wohnbauten aus der Gründerzeit (ca. 1840 bis 1873) und dem Historismus (ca. 1870er bis 1910er Jahre) – je näher am Schloss, desto älter die Häuser – mit zum Teil hervorragend erhaltenen und sanierten Fassaden. Das Haus Poppelsdorfer Allee 108 beherbergt die Stiftung Pfennigsdorf; hier finden häufig Veranstaltungen wie z. B. Konzerte statt und es kann nach Anmeldung besichtigt werden. Das Haus Clemens-August-Straße 13 ist das letzte Wohnhaus Poppelsdorfs aus der Barockzeit, das Kurfürstliche „Wasserträgerhaus“. Interessant ist die Nachnutzung des Hochbunkers Trierer Straße 24, der heute als Sockelbau eines Doppelhauses dient.
Der 1800 gegründete Poppelsdorfer Friedhof am Hang des Kreuzbergs ist einer der ältesten Friedhöfe Bonns und beherbergt eine Vielzahl bekannter und sehenswerter Grabstätten.
In Poppelsdorf befand sich auch die 1847 gegründete Landwirtschaftliche Lehranstalt, die 1861 zur Landwirtschaftlichen Akademie, an der auch Geodäsie zum Lehrfach gehörte, und 1919 zur Landwirtschaftlichen Hochschule wurde. 1934 wurde sie in die Universität Bonn eingegliedert. Hier unterrichteten unter anderem Christian Gottfried Daniel Nees von Esenbeck und Theodor von der Goltz.

## Persönlichkeiten
- Martin Leydel (1747–1817), Baumeister des Klassizismus und Aachener Stadtbaurat
- Michael Leydel (1749–1782), Architekt des Rokoko und Klassizismus
- Gottfried Raaff (1750–1851), Landschaftsarchitekt
- Georg Peter Leydel (1768–1826), Architekt
- Emil Pfennigsdorf (1868–1952), Theologieprofessor
- Hans Delfosse (* 1950), Träger der August-Macke-Medaille der Stadt Bonn
- Brüder Horten, Pioniere bei der Entwicklung der Nurflügler-Flugzeuge

## Trivia
Die fiktive Radio-Figur „Peter Gedöns aus Bonn“, die auf SWR3 regelmäßig Moderator Sascha Zeus anruft und mit seiner anstrengenden Art auf die Nerven geht, ist in Bonn-Poppelsdorf wohnhaft. Der Kölner Volkssänger Willi Ostermann schrieb 1910 den auch noch heute populären Kölner Karnevalsschlager Villa Billa über eine Bonner Marktfrau, die unerwartet zu einer größeren Geldsumme kommt und sich davon in Poppelsdorf ein repräsentatives Wohnhaus kauft, aber an ihren sonstigen Lebensgewohnheiten nichts ändert und auch bereit ist, wenn ihr Reichtum der Verschwendung verfallen sollte, wieder als Marktfrau zu arbeiten.